# Longhope
Longhope – wieś w Anglii, w hrabstwie Gloucestershire, w dystrykcie Forest of Dean. Leży 15 km na zachód od miasta Gloucester i 166 km na zachód od Londynu.